# Azé (Mayenne)
Azé ist eine Ortschaft und eine Commune déléguée in der französischen Gemeinde Château-Gontier-sur-Mayenne mit 3.307 Einwohnern (Stand: 1. Januar 2022) im Département Mayenne in der Region Pays de la Loire. Die Einwohner werden Azéen genannt.
Die Gemeinde Azé wurde am 1. Januar 2019 mit Château-Gontier und Saint-Fort zur Commune nouvelle Château-Gontier-sur-Mayenne zusammengeschlossen. Sie hat seither den Status einer Commune déléguée. Die Gemeinde Azé war Teil des Arrondissements Château-Gontier und des Kantons Azé.

## Geographie
Azé liegt am Fluss Mayenne und ist eine banlieue von Château-Gontier. Umgeben wurde die Gemeinde Azé von den Nachbargemeinden Fromentières im Norden, Gennes-sur-Glaize und Châtelain im Osten, Coudray im Südosten, Ménil im Süden, Saint-Fort im Südwesten, Château-Gontier im Westen und Loigné-sur-Mayenne im Nordwesten. 
Durch die Commune déléguée führt die Route nationale 162.

## Bevölkerungsentwicklung
| Jahr                       | 1962 | 1968 | 1975 | 1982 | 1990 | 1999 | 2006 | 2011 |
| -------------------------- | ---- | ---- | ---- | ---- | ---- | ---- | ---- | ---- |
| Einwohner                  | 1048 | 1103 | 1361 | 2003 | 2670 | 2999 | 3229 | 3279 |
| Quellen: Cassini und INSEE |      |      |      |      |      |      |      |      |

## Sehenswürdigkeiten

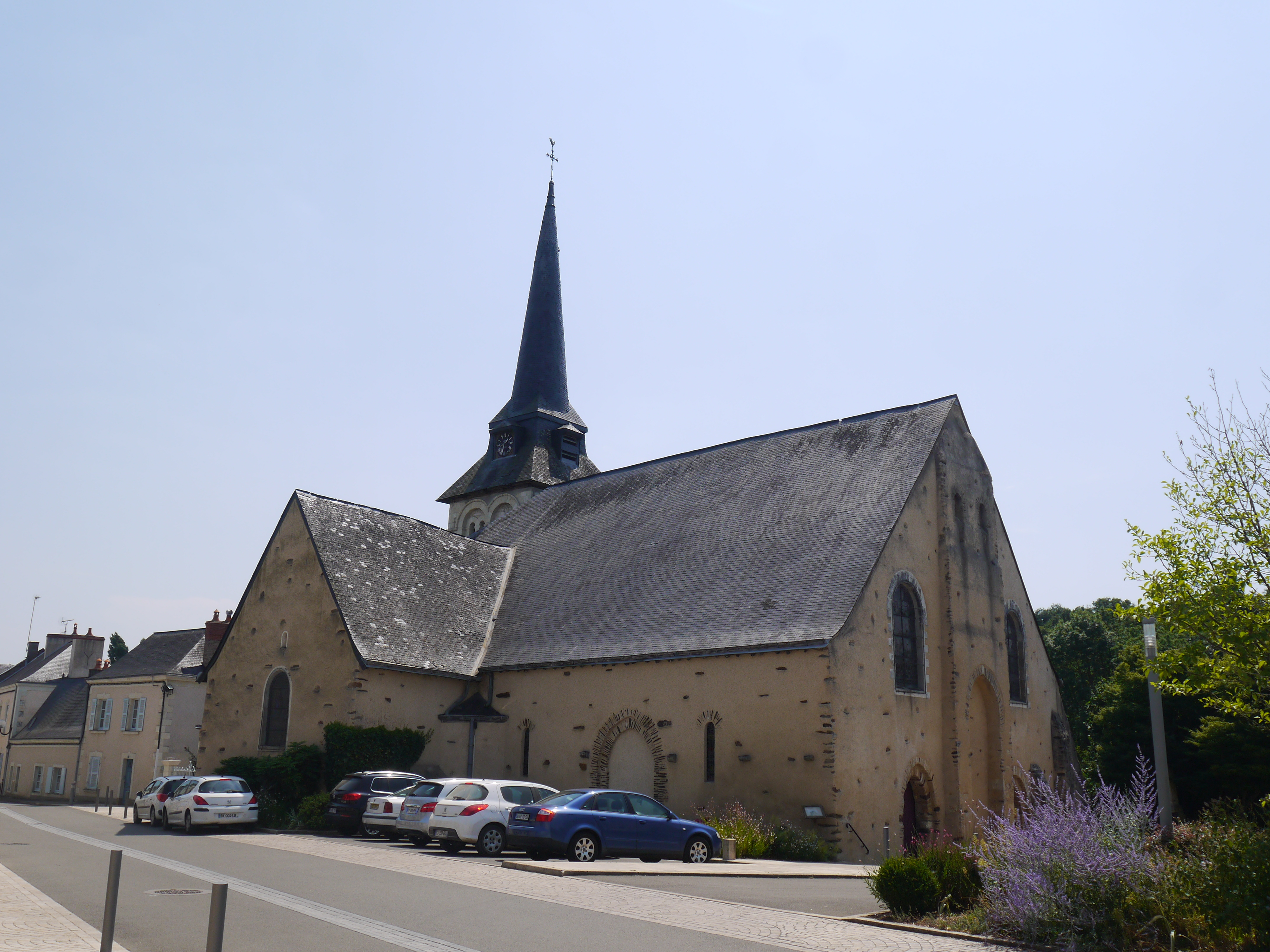
Kirche Saint-Saturnin

- Kirche Saint-Saturnin aus dem 11. Jahrhundert mit Umbauten bis zum 17. Jahrhundert